# Zapasowy Batalion SS Deutschland
Zapasowy Batalion SS „Deutschland” – w momencie powstania, w roku 1939 nosił nazwę SS-VT-Ers-Sturmbann „Deutschland” kolejno ulegał reorganizacji, oraz zmianom nazwy: 
- 1940 - SS-Ers. Btl. „Deutschland”
- 1941/42 - SS Inf. Ers. Btl. „Deutschland”
- 1943/45 - SS-Pz. Gren. Ausb. u. Ers. Btl. 2

Była podstawą do utworzenia, a zarazem istotnym elementem, przez cały okres istnienia 2. Dywizja Pancernej SS "Das Reich", wraz z którą zmieniała ona swoją nazwę i przechodziła reorganizację.
Jednostka swoją ostateczną nazwę – SS-Panzer Grenadier Ausbildungs und Ersatz Bataillon 2 (2. Szkolno-zapasowy Baon Grenadierow Pancernych SS) otrzymała 1 maja 1943.